# Žlapovec
Žlapovec je potok, ki se v Krškem kot desni pritok izliva v reko Savo. Približno 3,5 kilometrov dolg potok izvira v dolini med vasema Golek in Čretež pri Krškem. Pri poslopjih komunalnega in gradbenega podjetja Kostak v Krškem je speljan pod zemljo, vse do izliva za Stadionom Matije Gubca.
Potok predstavlja tudi mejo med ozemljema Župnije Krško in Župnije Leskovec pri Krškem.